# Ne partez pas sans moi
A Ne partez pas sans moi (magyarul: Ne menjetek el nélkülem) című dal volt az 1988-as Eurovíziós Dalfesztivál győztes dala, melyet a Svájcot képviselő kanadai Céline Dion adott elő francia nyelven.

## Az Eurovíziós Dalfesztivál
A dal a február 6-án rendezett svájci nemzeti döntőn nyerte el az indulás jogát.
A dal egy erőteljes ballada, melyben az énekesnő a szabadság után érzett vágyakozását fejezi ki, és arra kéri az előretörőket, hogy ne menjenek el nélküle.
Az április 30-án rendezett döntőben a fellépési sorrendben kilencedikként adták elő, az izraeli Yardena Arazi Ben Adam című dala után és az ír Jump The Gun Take Him Home című dala előtt. A szavazás során százharminchét pontot szerzett, mely az első helyet érte a huszonegy fős mezőnyben. A legelső, 1956-os versenyen elért győzelmet követően ez volt Svájc második, és eddigi utolsó győzelme. Továbbá ez volt a tizennegyedik, és eddigi utolsó francia nyelvű dal, mely meg tudta nyerni a versenyt.
Minden idők egyik legszorosabb szavazása során a dal végül egyetlen ponttal előzte meg a második helyezett Egyesült Királyság Go című dalát.
A következő svájci induló Furbaz Viver Senza Tei című dala volt az 1989-es Eurovíziós Dalfesztiválon.
A következő győztes a jugoszláv Riva Rock Me című dala volt.

### Kapott pontok
|                                              | Zsűrik |     |     |     |     |     |     |     |     |     |     |     |     |     |     |     |     |     |     |     |   |
| ICE                                          | SWE    | FIN | GBR | TUR | ESP | NED | ISR | SUI | IRE | GER | AUT | DEN | GRE | NOR | BEL | LUX | ITA | FRA | POR | YUG |   |
| Pontok                                       | 7      | 12  | 5   | 10  | 10  | 8   | 10  | 4   |     | 10  | 12  | 0   | 0   | 10  | 8   | 4   | 1   | 7   | 1   | 12  | 6 |
| A tábla a fellépés sorrendjében van rendezve |        |     |     |     |     |     |     |     |     |     |     |     |     |     |     |     |     |     |     |     |   |

## Slágerlistás helyezések
| Slágerlisták (1988) | Lh.* |
| ------------------- | ---- |
| Belgium             | 12   |
| Franciaország       | 36   |
| Hollandia           | 42   |
| Svájc               | 11   |

*Lh. = Legjobb helyezés.

## A dal kis- és nagylemezeken
A Ne partez pas sans moi először kislemezen jelent meg és jutott el a hallgatókhoz, még 1988-ban, majd abban az évben szerepelt a The Best of Celine Dion című nagylemezen is, amelynek első száma volt.
A dal öt évvel később, 1993-ban felkerült Céline Dion első, CD-formátumban is kiadott, Les premières années című válogatásalbumára is, amelyen olyan dalok váltak a hallgatók számára elektronikus formában is elérhetővé, amelyek addig csak analóg hanglemezen voltak hallgathatók, és így szinte csak a gyűjtőknek álltak a rendelkezésére. A 3 perc 7 másodperc hosszúságú, Eurovízió-győztes dal a 18 számot tartalmazó CD sorrendben nyolcadik dala volt, a C’est pour toi és a Mon ami m’a quittée számok között.
Az először csak Franciaországban terjesztett, a Versailles kiadásában megjelenő albumot néhány évvel később ismét kiadták, akkor már Franciaország mellett több más országban, így Magyarországon is kapható volt; hazánkban a Sony Music Entertainment adta ki.